# 花館の戦い
花館の戦い（はなだてのたたかい）は、戊辰戦争の中の秋田戦争の、新政府軍（西軍、官軍、鎮撫軍）と旧幕府軍（奥羽越列藩同盟軍）の久保田藩領花館付近における一つである。

## 経緯
慶応4年（1868年）8月23日に庄内藩の一番大隊の主力は、大曲にあった。四ツ屋にいた仙台藩の隊を新政府軍が攻撃した。庄内軍は三小隊を派遣しようとするが、すでに仙台藩は敗走を始めていた。派遣された庄内藩の三小隊は新政府軍の進撃を食い止めようとしたが、薩摩軍らの猛攻に遭い撤退し、花館に敵を誘った。
薩摩藩を主力とする、久保田藩、矢島藩、島原藩らの大部隊は、午後4時頃、玉川を渡り花館にいた庄内藩の位一小隊を攻撃した。庄内軍を突破して羽州街道を南下して、大曲を攻めた。そして、薩摩藩の正規軍と庄内藩の一番大隊が激突した。庄内軍は持ちこたえ、戦いは深夜まで続いた。夜12時を過ぎると、弾薬兵糧が尽きた薩摩軍は花館方面に引き揚げた。
薩摩軍があまりに強敵だったので、庄内軍一番大隊の副将の服部純蔵の進言で、決死隊を編成して、新政府軍に夜襲を敢行することになった。
夜、藤助を隊長とする十数名の決死隊が薩摩軍の陣営に忍び寄り、小銃を乱射した。薩摩軍は大混乱に陥った。同士討ちを避けるために射撃を止め、手槍で討ち入った。薩摩軍は大混乱で潰走し、25名の戦死者、16名の負傷者を出した。庄内軍は薩摩兵7名を捕縛した。